# Nazionale maschile di hockey su ghiaccio della Francia
La nazionale di hockey su ghiaccio maschile della Francia (équipe de France de hockey sur glace) è controllata dalla Federazione di hockey su ghiaccio della Francia, la federazione francese di hockey su ghiaccio, ed è la selezione che rappresenta la Francia nelle competizioni internazionali di questo sport.

## Risultati
- A livello olimpico la rappresentativa ha partecipato a dieci edizioni dei Giochi olimpici (1920, 1924, 1928, 1936, 1968, 1988, 1992, 1994, 1998 e 2002), raggiungendo, come risultato migliore, il quinto posto nel 1920.
- A livello di campionati mondiali ha ottenuto il miglior risultato nel 1930, rappresentato da un sesto posto.
- A livello europeo la squadra ha conquistato una medaglia d'oro nel 1924 a Milano, e due d'argento, nel 1923 ad Anversa e nel 1926 a Davos.